# Hans von Bülow

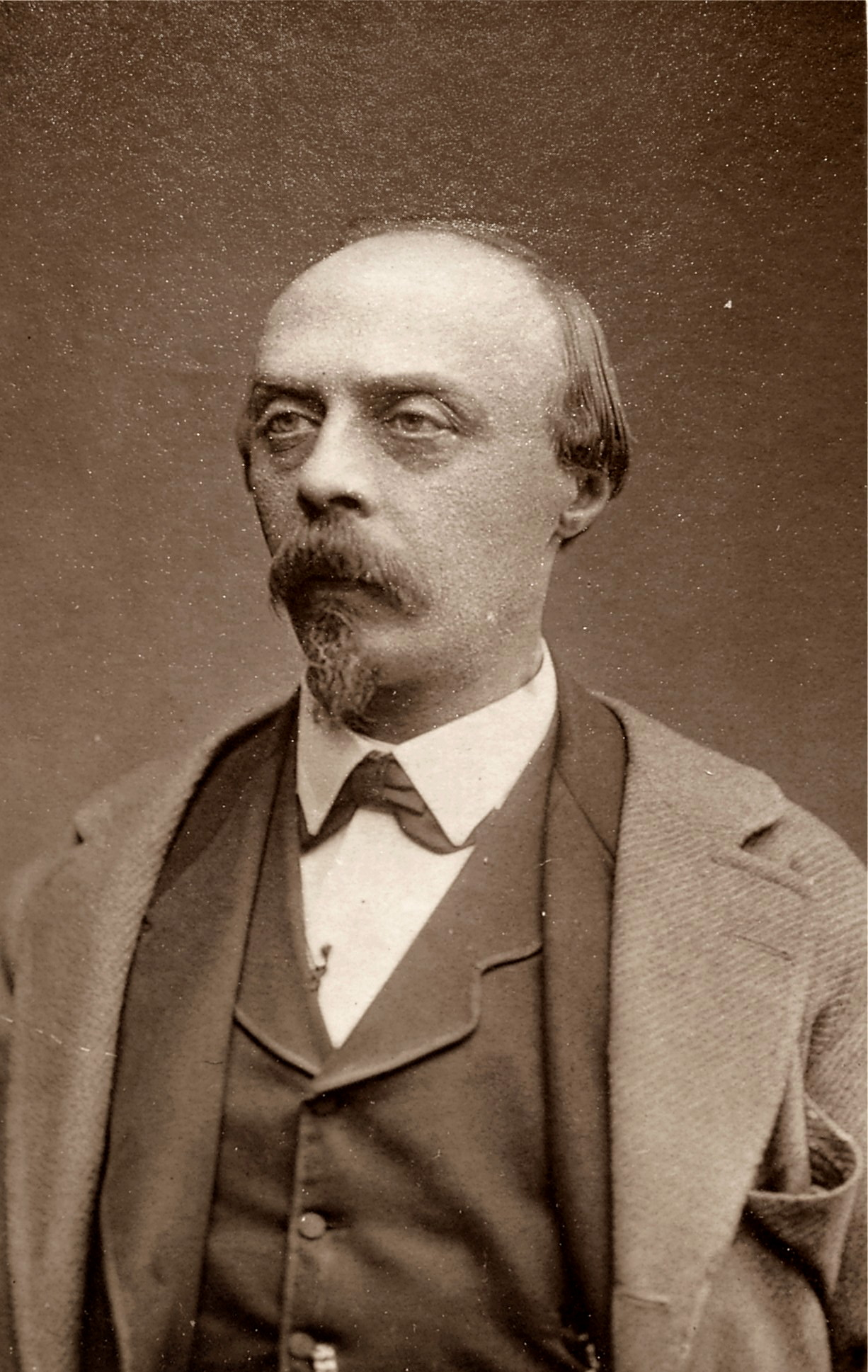
Hans von Bülow

Hans Guido von Bülow (n. 8 ianuarie 1830, Dresda, Regatul Saxoniei – d. 12 februarie 1894, Cairo, Kedivatul Egiptului⁠(d)) a fost un dirijor, pianist virtuoz și compozitor german al epocii Romantice. În calitatea de unul dintre cei mai cunoscuți dirijori ai secolului al XIX-lea, activitatea sa a fost decisivă pentru succesele mai multor compozitori importanți ai vremii, mai ales Richard Wagner și Johannes Brahms. Alături de Carl Tausig, Bülow a fost, probabil, cel mai proeminent dintre primii studenți ai compozitorului, dirijorului și pianistului maghiar Franz Liszt – el a efectuat prima interpretare publică a Sonatei în B minor a lui Liszt în 1857. El a cunoscut-o, s-a îndrăgostit și în cele din urmă s-a căsătorit cu fiica lui Liszt, Cosima, care l-a părăsit mai târziu pentru Wagner. Remarcat pentru interpretarea sa a operelor lui Ludwig van Beethoven, el a fost unul dintre primii muzicieni europeni care a efectuat un turneu în Statele Unite ale Americii.

## Premiere importante

### Ca dirijor
- Wagner, Tristan și Isolda, München, 10 iunie 1865
- Wagner, Die Meistersinger von Nürnberg, Hofoper, München, 21 iunie 1868

### Ca pianist
- Beethoven, ciclu complet de sonate pentru pian
- Liszt, Sonata în B minor, Berlin, 22 ianuarie 1857
- Liszt, Totentanz pentru pian și orchestră
- Ceaikovski, Concertul pentru pian Nr. 1, Boston, 25 octombrie 1875

## Compoziții
- 6 Lieder, Op. 1
- Rigoletto-Arabesken, Op. 2
- Mazurka-Impromptu. Op. 4
- 5 Lieder, Op. 5
- Invitation à la Polka, Op. 6
- Rêverie fantastique, Op. 7
- Song cycle Die Entsagende, Op. 8
- Uvertură și marș pentru Julius Caesar, Op. 10
- Ballade, Op. 11
- Chant polonais (after F. H. Truhn), Op. 12
- Mazurka-Fantasie, Op. 13
- Elfenjagd. Impromptu, Op. 14
- Des Sängers Fluch, Ballad for orchestra, Op. 16
- Rimembranze dell'opera Un ballo in maschera, Op. 17
- Trois Valses caractéristiques, Op. 18
- Tarantella, Op. 19
- Nirvana: symphonisches Stimmungsbild, Op. 20
- Il Carnevale di Milano, piano, Op. 21
- Vier Charakterstücke, orchestra, Op. 23
- Two Romances, Op. 26
- Lacerta. Impromptu, Op. 27
- Königsmarsch, Op 28
- 5 Gesänge for mixed choir, Op. 29
- 3 Lieder von August Freiherrn von Loen, Op. 30

## Transcrieri pentru pian
- Christoph Willibald Gluck—Iphigenie in Aulis
- Richard Wagner:
  - Tristan und Isolde
  - Uvertura de la Die Meistersinger von Nürnberg
  - Parafraza cvintetului din Actul III al Die Meistersinger
  - Uvertura din Faust
- Weber:
  - Konzertstück in F minor
  - două concerte pentru pian